# Amandeep Sodhi
Pour les articles homonymes, voir Sodhi.
Amandeep Sodhi est une femme politique canadienne. Elle représente la circonscription de Brampton-Centre à la Chambre des communes du Canada depuis 2025 sous la bannière du Parti libéral du Canada.